# 古河電氣工業

古河電氣工業株式會社（日语：古河電気工業株式会社、ふるかわでんきこうぎょう）是日本古河集團的一家非鐵金屬企業，主要製造光纖及電線，是日本電線業界的第二大企業，和藤倉及住友電氣工業並列為日本電線業界三巨頭。古河電氣工業是日經平均指數成份股之一。

## 外部連結
- 古河電気工業株式会社 （页面存档备份，存于）